# Luigi Maiocco
Luigi Maiocco (Torino, 11 de outubro de 1892 — Torino, 11 de dezembro de 1965) foi um ginasta italiano que competiu em provas de ginástica artística pela nação.
Maiocco é o detentor de três medalhas olímpicas, conquistadas em diferentes edições. Na primeira, em 1912, nos Jogos de Estocolmo fo o vencedor da prova coletiva ao lado de seus dezessete companheiros de equipe. Oito anos mais tarde, nas Olimpíadas da Antuérpia, saiu-se novamente vencedor na prova por times. Em Paris, nos Jogos de 1924, o ginasta conquistou sua última medalha olímpica, novamente de ouro e por equipes.